# De Cock en het sombere naakt
De Cock en het sombere naakt is het vijfde boek uit de De Cock-serie. De rechercheurs De Cock en Vledder zijn wederom de hoofdpersonen. In het vorige deel De Cock en de moord op Anna Bentveld speelde De Cock slechts een belangrijke bijrol en was rechercheur Peeters belast met het onderzoek.

## Verhaal
Terwijl de julimaand verpest wordt door een overvloed aan regen, wordt de recherchekamer van het politiebureau aan de Warmoesstraat bezocht door een jonge vrouw, Christel van Daele. Ze komt de vermissing van haar zakenpartner en nicht Nanette de Bougaerde aangeven. Samen exploiteren zij een bloemenzaak ‘De Drie Rooskens’ in de Gravenstraat te Amsterdam. Christel is er bovendien van overtuigd dat haar nicht dood is. Maar De Cock en vooral Vledder willen dat nog niet voetstoots uit haar mond aannemen. Ze laat een foto van Nanette achter.
Zonder lijk gaan De Cock en Vledder op pad en doen navraag. Ze stuiten op een journalist, Bram ter Wielingen, die Nanette kent en niet al te spraakzaam is. Ook de broer van Christel duikt op in het café Smalle Lowietje, Floor de Bougaerde, die liever de naam van zijn overleden moeder draagt dan die van zijn vader. Vledder kent hem als een redelijk succesvol schrijver, maar de arme jongen blijkt aan morfine verslaafd, die Nanette hem gratis lijkt te leveren. Na een anonieme tip vinden de twee rechercheurs in een antiekwinkel aan de Spiegelgracht van antiquair Van Grefelen een bijzonder schilderij. Het is een naaktstudie van Nanette de Bourgaerde en heeft als titel: ‘Het sombere naakt’.
De volgende morgen onttrekt De Cock aan Floor de naam van de morfineleverancier van zijn nicht Nanette: ene 'broeder Laurens'. Hij noemt zijn nicht desgevraagd een giftige slang in de gedaante van een engel. Via het schilderij van Nanette komen de weduwnaar Van Stuchteren, effectenmakelaar, en zijn enige zoon Ronald in beeld, respectievelijk als eigenaar en dief van het schilderij. De schilder is Pierre Popko, die meerdere studies van een naakte Nanette heeft gemaakt, die de effectenmakelaar allemaal heeft opgekocht. Zijn huwelijksaanzoek aan Nanette is bij zijn zoon Ronald bepaald verkeerd gevallen.
Op de stortplaats van de Stadsreiniging wordt een in stukken gehakt lijk gevonden, dat via het hoofd wordt herkend als het lichaam van Nanette. Het onderzoek belandt hierdoor wel in een stroomversnelling, mede omdat De Cock ook een grote gele plastic pop meeneemt. Via knap recherchewerk komt een flatgebouw in beeld in Amsterdam-Osdorp. Op Moerenburg 93 woonde de pop, een etage hoger op 123 had effectenhandelaar Van Stuchteren een onderkomen, dat Pierre Popko als atelier mocht gebruiken. Na een achtervolging door Vledder belandt de kunstschilder in het ziekenhuis. Aldaar bekent hij aan De Cock het dode lichaam van Nanette in stukken te hebben gestort in de vuilstortkoker. Maar tot verbijstering van beide rechercheurs bekent hij de moord niet. Hij heeft op 123 een dood lichaam aangetroffen, geen levende Nanette.
Vledder en zijn vriendin Celine zijn een week later uitgenodigd bij de Cock en zijn vrouw thuis. De Cock legt uit aan Celine hoe hij uiteindelijk de losse eindjes toch nog aan elkaar heeft kunnen knopen. Op de begrafenis van Nanette is broeder Laurens gearresteerd. Maar Christel heeft ten slotte alles bekend. Nanette was de slang in de gedaante van een engel. Eerst heeft ze Floor aan de morfine geholpen. Vervolgens eiste ze de vriend van Christel op, de kunstschilder Pierre Popko. Zo niet, dan zou ze hem ook aan morfine helpen. Nanette nam Pierre over. Maar Christel wurgde haar in de flat in Amsterdam-Osdorp, toen ze haar kans zag en met haar alleen was. Vervolgens stapte ze naar de recherche om haar vermissing aan te geven.

## Trivia
- De Cock en Vledder rijden om beurten in de Volkswagen.
- De Cock wordt voor het eerst bij commissaris Buitendam ontboden. De vorige commissaris heette Roosje.

## Hoorspel
- https://www.hoorspelen.eu/producties/hsp-c/cock-en-het-sombere-naakt.html